# Salicylate de méthyle
Le salicylate de méthyle de formule semi-développée C6H4(HO)COOCH3, est un composé organique volatil, l'ester méthylique de l'acide salicylique ; il est synthétisé par plusieurs espèces végétales. En raison de sa forte odeur et de son goût prononcé, on utilise ce composé volatil comme parfum et comme arôme alimentaire sous le nom d'« essence de gaulthérie couchée » ou « wintergreen ». Il est aussi prisé pour ses propriétés analgésiques et antipyrétiques.

## Biologie
Le salicylate de méthyle peut être toxique lorsqu'il est absorbé. Certaines études suggèrent que ce composé fait partie des substances volatiles des feuilles impliquées dans la défense contre les insectes herbivores chez cette plante. Par exemple, James et Price ont montré que le salicylate de méthyle semble attirer certaines espèces d'insectes prédateurs, qui réduisent le nombre d'herbivores. Snoeren et collaborateurs ont également mis en évidence que des chenilles Pieris rapae se nourrissant de feuilles contenant du salicylate de méthyle sont plus susceptibles d'être infectées par Diadegma semiclausum, une guêpe parasitoïde.
Outre cette toxicité, cette molécule peut aussi jouer le rôle d'une phéromone. Il a été observé que des plants de tabac infectés par le virus de la mosaïque du tabac produisent du salicylate de méthyle, qui est libéré dans l'air et stimule les mécanismes de défenses des plants voisins, ainsi que dans les parties saines du plant infecté.

## Synthèse

### Naturelle
De nombreuses plantes produisent du salicylate de méthyle en petite quantité.
Exemples d'espèces qui génèrent cette molécule en quantité détectable :
- la plupart des espèces de la famille des Pyrolaceae, et particulièrement dans le genre Pyrola ;
- quelques espèces du genre Gaultheria dans la famille des Ericaceae ;
- quelques espèces du genre Betula dans la famille des Betulaceae, particulièrement celles du sous genre Betulenta ;
- les feuilles du cocaïer (Erythroxylum coca)[10] ;
- les feuilles du noyer (Juglans regia) en réponse au stress[11].

### Commerciale
La synthèse du salicylate de méthyle, exécutée pour la première fois en 1886[réf. souhaitée], se fait à partir de la réaction d'estérification du méthanol et d'acide salicylique.
Aujourd'hui, le salicylate de méthyle est synthétisé artificiellement, mais autrefois il était communément obtenu par distillation du bouleau flexible (Betula lenta) et de la gaulthérie couchée  (Gaultheria procumbens).

## Usages
Il est très utilisé dans le domaine des parfums et dans l'alimentation pour aromatiser. Son odeur est très forte et très appréciée.  
Il est également utilisé pour ses propriétés de fluorescence, en convertissant les ultraviolets en lumière bleue visible.
Il est aussi prisé pour ses propriétés analgésiques (contre la douleur) et antipyrétiques (combat la fièvre). 
Il est de ce fait souvent utilisé dans les baumes et lotions sportives pour traiter contractures et courbatures.
On l'utilise également dans la fabrication de rouge à lèvres.
Il est aussi très utilisé dans l'industrie agro-alimentaire pour la reproduction animale.

## Toxicité
Le salicylate de méthyle peut être mortel en cas d'ingestion en grande quantité.
La plupart des décès sont dus à des surdosages intentionnels ou non de solutions à visée analgésique par ingestion.